# Chamanisme en Sibérie

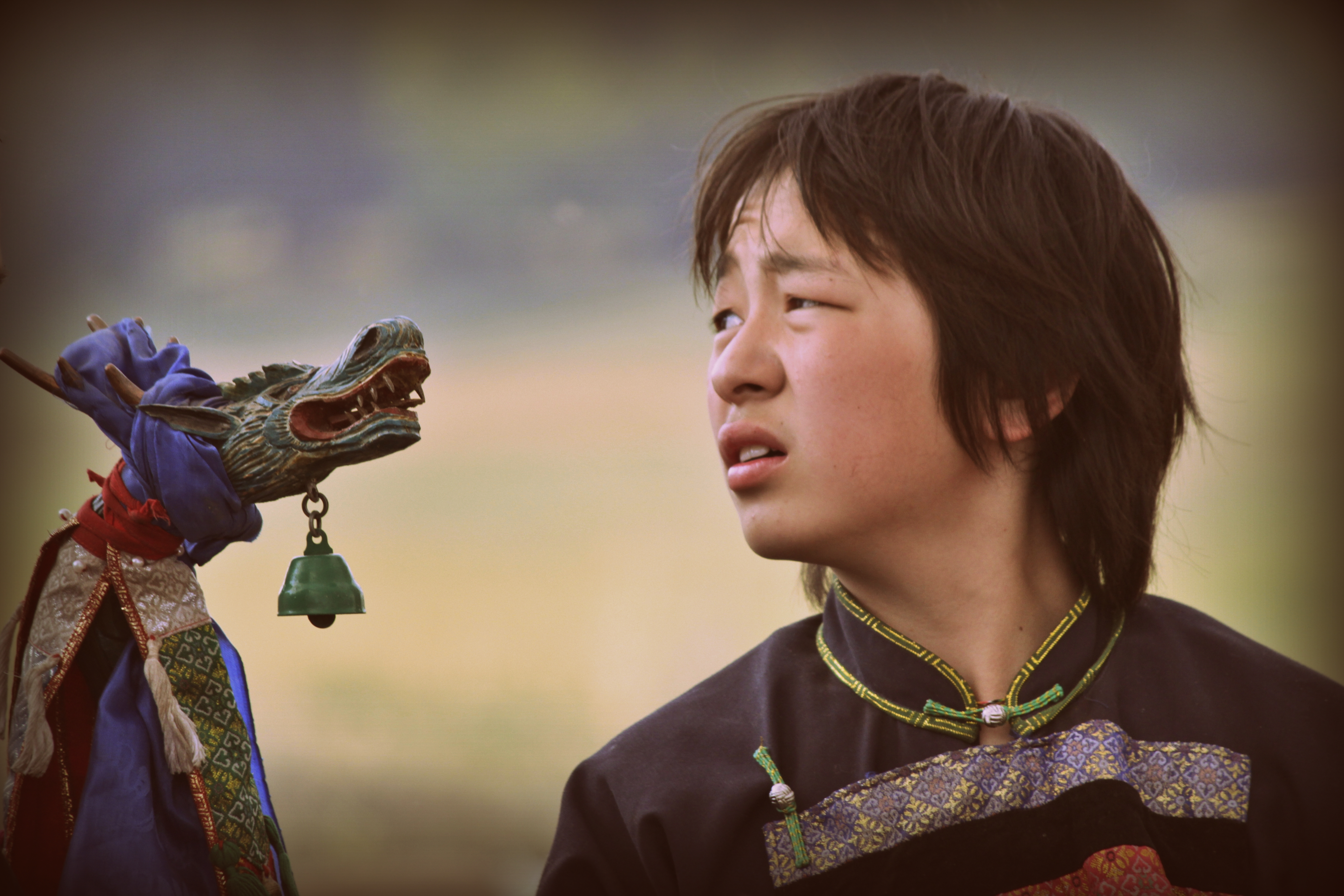
Garçon Bouriate pendant un rituel chamanique

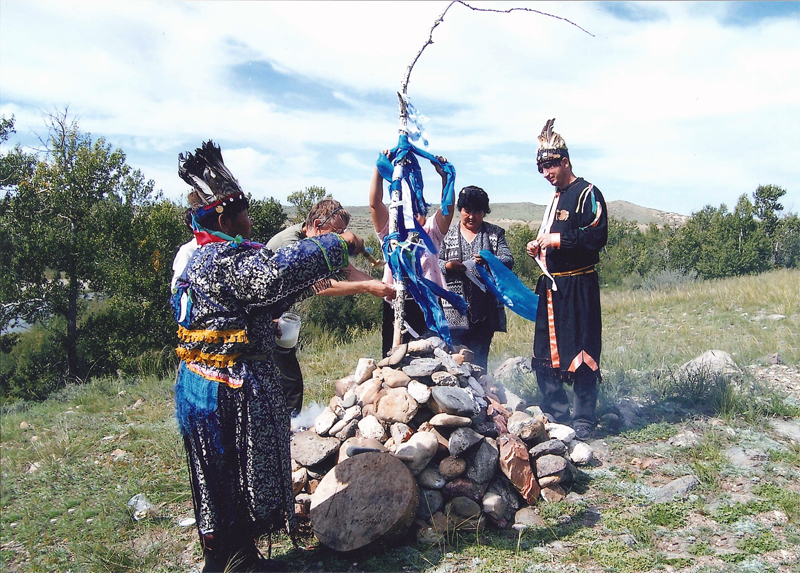
Chaman touvine Tash-ool Buuevich Kunga, pendant la consécration d'un ovoo.

Le chamanisme en Sibérie a fait l'objet d'observations et d'écrits de la part de nombreux ethnologues. Une forte minorité de personnes du Nord de l'Asie, en particulier en Sibérie, suivent la religion et les pratiques culturelles du chamanisme. Certains chercheurs considèrent la Sibérie comme étant le cœur du chamanisme. Les peuples de Sibérie comprennent une grande diversité de groupes ethniques, dont beaucoup continuent à observer des pratiques chamaniques à l'époque moderne. De nombreux ethnographes ont noté les sources de l'idée de chamanisme parmi ces peuples de Sibérie. La région comprend une large diversité de cultures, de pratiques et de croyances qui relèvent d'une classification du chamanisme.

## Vocabulaire lié au chamanisme dans les langues sibériennes
- shaman' : saman (Nedigal, Nanay, Ulcha, Orok), sama (Mandchous). La variante /šaman/ (c'est-à-dire prononcé "chaman") est Evenk (d'où elle a été empruntée en russe).
- 'shaman' :  alman, olman, wolmen[3] (Yukagir)
- 'shaman':  [qam] (Tatar, Shor, Oyrat), [xam] (Touva, Tofalar)
- Le mot Bouriate pour chaman est бөө (böö) [bøː], à partir du vieux mongol böge[4]
- 'shamaness': [iduɣan] (Mongol), [udaɣan] (Yakoutsk), udagan (Bouriatie), udugan (Evenki, Lamut), odogan (Nedigal). Les formes trouvées dans diverses langues sibériennes incluent utagan, ubakan, utygan, utügun, iduan, ou duana. Tous ces éléments sont liés au nom mongol de Etügen, dans le foyer de la déesse, et à Etügen Eke, « Mère la Terre ». Maria Antonina Czaplicka souligne que les langues sibériennes utilisent des mots issus de diverses origines pour les hommes chamans, mais que les mots pour la chamane féminine sont presque tous issus de la même racine. Elle en tire l'hypothèse que les femmes ont pratiqué le chamanisme plus tôt que les hommes, et que les chamanes étaient à l'origine des femmes[5]. L'écrivain Colin Thubron note que le chaman était souvent un homosexuel « mais que les tabous conventionnels ne s'appliquaient pas à lui »[6].

## Voyage spirituel
Les chamans de Sibérie pratiquent le voyage spirituel.

## Musique et chansons

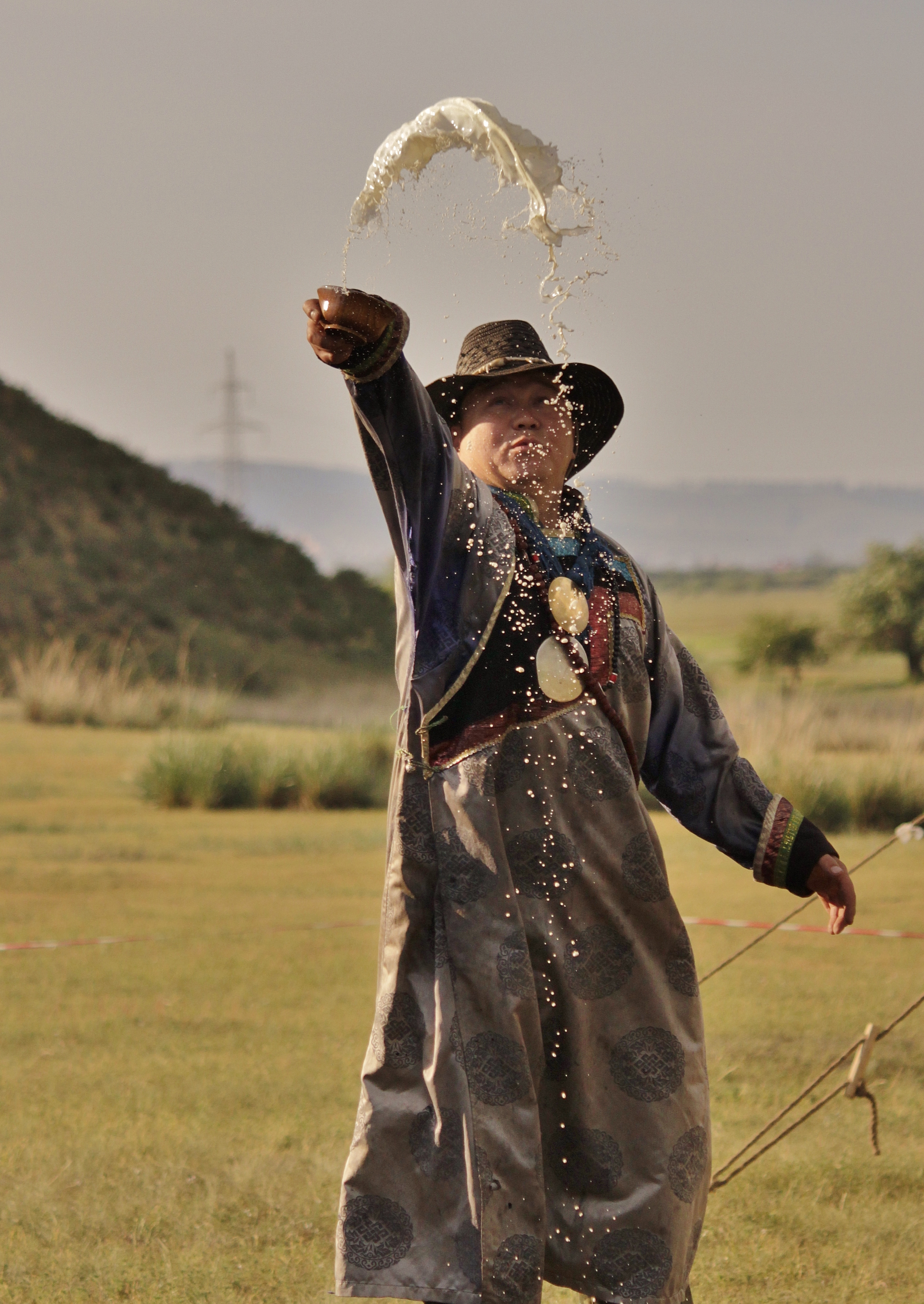
Chaman bouriate pendant une libation de lait.

Dans certaines cultures, la musique ou la chanson liée à la pratique chamanique peut imiter des sons naturels, parfois avec des onomatopées. Les Noaidi font partie des Samis. Bien que les Samis vivent à l'extérieur de la Sibérie, leurs croyances chamanistes et leurs pratiques partagent des caractéristiques importantes avec celles de certaines cultures sibériennes. Les joiks des Samis sont chantés sur des rituels chamaniques. Ces joiks sont chantés dans deux styles différents : l'un l'est uniquement par les jeunes ;  l'autre est plus traditionnel, dans un style murmuré, rappelant la magie des sorts. Plusieurs caractéristiques des joiks s'expliquent par la comparaison des idéaux de la musique. Certains joiks tentent d'imiter les sons naturels. Ceci peut être comparé à un bel canto, dont le principe est d'exploiter les organes humains de la parole au plus haut niveau.
L'intention d'imiter les sons naturels, par exemple par le chant diphonique, est présente dans certaines cultures sibériennes. Les chansons chamaniques des Soïotes imitent des sons d'oiseaux et de loups pour représenter les esprits qui aident le chaman. Les séances des chamanes Nganassanes sont accompagnées par des chants féminins imitant des sons de jeunes rennes, réputés assurer la fertilité des femmes. En 1931, A. Popov a observé le chaman Nganasane Dyukhade Kosterkin imitant le son d'un ours polaire. Il était censé s'être transformé lui-même en ours polaire.
Ce mimétisme sonore n'est pas limité à la culture sibérienne et n'est pas nécessairement lié à des croyances chamaniques, comme le note Jean-Jacques Nattiez.